# Camoteszee
De Camoteszee is een kleine binnenzee in de Filipijnen. Zij wordt in het noorden en oosten begrensd door het eiland Leyte, in het zuiden door Bohol en in het westen door Cebu. Via zeestraten is de Camoteszee verbonden met naastliggende wateren. Met de Visayanzee is zij in het noordwesten verbonden en met de Boholzee heeft de zee twee verbindingen, de straat Cebu in het zuidoosten en het Canigao-kanaal in het zuidwesten. In de zee liggen de Camotes-eilanden en Mactan.
Enkele grote steden gelegen aan de Camoteszee zijn Cebu City, Ormoc en Baybay.